# 真法会
中央大学真法会（ちゅうおうだいがくしんぽうかい）とは、1934年（昭和9年）に中央大学の学生の有志が設立した法学研究、司法試験等受験指導を目的とする団体である。

## 概要
中央大学学術研究団体連合会の一つである。法曹界をはじめ学会、官界、政界、実業界へ人材を輩出する。会員・会友総数約1,800名で、内訳800名が法曹実務家。
かつて中央大学の学生以外でも受けられる答案練習会を行い、その後も法学書院から法律関連の書籍の出版及び法学書院発行の受験新報にて誌上答練を行う。戦後、中央大学法学部が御茶ノ水にあった頃には、中央大学以外の学生も入会していた。
大学内の茗荷谷学生研究室に研究室を持つほか、複数の研究施設を所有する。入室には入室試験（適性試験・論述試験（1次）、面接試験（2次））を要し、その倍率は、例年、10倍を超える。
司法試験の合格実績は、2019年度が17名、また2015年から5年間の合計でも68名と、学研連1位を誇っている。また、予備試験・法科大学院の合格実績においても、極めて優秀な成果を残している。
他方、司法試験に限らず、その他国家試験や一流民間企業への就職においても実績を残している。
公務員や企業就職を志望する者の支援を目的とする「実業友の会」という団体がこれらの実績を支えているということも、真法会研究室の特徴である。
また、真法会研究室の特徴は、カリキュラムゼミである。３年間を通して７法の知識を十分に定着させることのできる、充実した内容となっているため、このカリキュラムゼミを受けることによって、学外の予備校に通うことなく、司法試験・予備試験・法科大学院入試の合格に必要な学力を身につけることができる。

## 出身者
大学教授
- 小島武司（中央大学名誉教授、横浜桐蔭大学学長、元真法会会長）
- 橋本公亘（中央大学名誉教授、弁護士、日本学士院会員）
- 戸田修三（中央大学名誉教授、元中央大学学長、弁護士）
- 田村五郎（中央大学名誉教授）
- 住吉博（中央大学名誉教授、元大宮法科大学院院長）
- 斎藤信治（中央大学名誉教授）

政治家
- 坂本泰良（元衆議院議員、弁護士、中央大学名誉教授）
- 稲葉修（元法務大臣、元文部大臣、弁護士）
- 藤田義光（元衆議院議員）
- 山花貞夫（元社会党委員長）
- 坂本恭一（弁護士、元衆議院議員）
- 林百郎 （弁護士、元衆議院議員、元共産党幹部会委員）
- 矢田部理（元新社会党委員長）
- 北村哲男 （前衆議院議員、弁護士）
- 稲葉大和 （前衆議院議員、元文部科学副大臣）
- 森田重郎（元参議院議員）
- 山崎力（参議院議員、参議院予算委員長）
- 三木亨（参議院議員）

裁判官
- 塚本重頼（弁護士、元最高裁判所裁判官）
- 須藤正彦（弁護士、元最高裁判所裁判官）
- 綿引万里子 （東京地裁判事、最高裁調査官、大阪地裁判事）
- 綿引穣（東京地裁判事、東京高裁判事、那覇地家裁所長）

検事
- 竹村照雄（元広島高検検事長）
- 水原敏博（元名古屋高検検事長、元証券取引等監視委員会委員長）
- 宗像紀夫（名古屋高検検事長、東京地検特捜部長、現・中央大学法科大学院教授）
- 岩村修二（東京地検次席検事、東京地検特捜部長、東京地検検事正、仙台高検検事長）
- 伊藤鉄男（東京地検特捜部長、東京地検検事正、高松高検検事長、最高検察庁次長検事）
- 小貫芳信（東京高検検事長、名古屋高検検事長）

弁護士
- 片岡義広（弁護士、中央大学法科大学院客員教授）
- 向江璋悦（弁護士、元検事、元真法会理事長）
- 阿部三郎（弁護士、元日弁連会長、中央大学前理事長、オウム破産管財人）
- 山本忠義（弁護士、元日弁連会長、中央大学名誉教授）
- 菊地幸夫（弁護士、元司法研修所刑事弁護教官、行列のできる法律相談所出演）

その他
- 板垣英憲（政治評論家）

## 書籍
- 憲法条文整理ノート（法学書院）
- 民法条文整理ノート（法学書院）
- 刑法条文整理ノート（法学書院）
- 民事訴訟法条文整理ノート（法学書院）
- 裁判官･検察官･弁護士の仕事（法学書院）
- 刑事訴訟法条文整理ノート（法学書院）